# جميل مكلين
جميل مكلين (بالإنجليزية: Jameel McCline)‏ مواليد 20 مايو 1970 في نيويورك، نيويورك، الولايات المتحدة، هو ملاكم أمريكي سابق صنّف ضمن فئة الوزن الثقيل.

## إحصائيات
خاض خلال مسيرته 57 نزالا، فاز في 41 وتعادل في 3 وخسر في 13. فاز بالضربة القاضية في 24 نزالا.

## روابط خارجية
- جميل مكلين على موقع بوكس ريك (الإنجليزية) (registration required)